# 山田雅人
山田 雅人（やまだ まさと、1961年1月22日 - ）は、日本のお笑い芸人、俳優。大阪府大阪市大正区出身。既婚。スポーツ選手などの伝記を、徹底した取材と独特の語り口で組み立てる「かたり」という独自の芸をライフワークとしている。

## 経歴
生家は、山田の出生時には溶接工場を、のちにアパートを経営。山田は次男。大阪学院大学高等学校を経て大阪学院大学商学部卒業。
父に競馬場に連れられるうちに競馬の騎手を目指すようになるが、身長が伸びすぎたため断念し、南こうせつに憧れて16歳で歌と作曲（フォークソング）を始め、シンガーソングライターとしてライブ活動を開始した。若手ミュージシャンが曜日替わりでレギュラーライブを行っていた大阪・桃谷のライブハウス「BEE HOUSE」で、山田は木曜のプログラムを担当し、火曜担当の河島英五や水曜担当の木村充揮としのぎを削った。この頃は梅田の「青い鳥」や堂山町の「あうん」でも舞台に上がり、ライブだけで食べていたという。「無名の僕なんかは、笑かさないと歌を聞いてくれなかった」ため、山田は曲間のMCの話芸を磨き、架空の競馬実況などの芸を完成させた。「本気でプロを目指していて、東京に行って音楽で成功しようと決めていた」ため、家業を継がず、19歳で家を出る。
会社に勤めながら音楽活動をしていた1983年、ライブハウスで山田のMCを聞いた松竹芸能の社員にタレントとしてスカウトされ、「10年経って有名になったら歌を出させてあげる」という条件を飲み（のちに日本クラウンからアルバム1枚・シングル3枚を出す。後述）、「第1回松竹芸能タレントオーディション」合格者として同社と契約し、若井はやとに弟子入り（森脇健児は同門）。翌年、『あどりぶランド』（MBSテレビ）でテレビデビューしたほか、入所3か月で『鶴瓶と花の女子大生』（関西テレビ）のリポーターに起用される（自身初のレギュラー番組）。翌年、福井放送のラジオ番組を担当。
1986年、漫談家としてNHK新人演芸コンクールに出場（本選は1987年）。同年、『おはよう朝日です』（朝日放送テレビ）の街頭ロケコーナー「オーイ! 山田くん」への出演でタレントとして知名度が向上する。1988年、夕方の若者向けバラエティ番組『ざまぁKANKAN!』（よみうりテレビ）の司会に、森脇健児とともに抜擢される。この番組の成功に加え、『上岡龍太郎にはダマされないぞ!』（フジテレビ系）のサブ司会に抜擢されたのを機に全国区に進出する足がかりを掴んだ。以後1990年頃からは、平日は主に関西、週末は東京という生活を始めた。
俳優に転向するため、34歳のとき（1994年頃）に当時の松竹芸能社長から「芸人だけでなく俳優業もやるといい」と本格的な東京進出を後押しされた。松竹から役者業の担当マネジャーを付けてもらった上で円満退社し、妻と当時幼かった娘と共に上京。その後はテレビドラマ『ぽっかぽか』『渡る世間は鬼ばかり』（いずれもTBS系列）などに出演した。
前述の競馬をはじめとするスポーツに関する雑学が豊富で、それらを物語調に語る芸を楽屋話として行っていた。しかし、高田文夫の助言を受け、一人語りの舞台芸「かたり」として昇華し、そのデビュー作『稲尾和久物語』の脚本を制作を開始。2009年からライフワークとして「かたりの世界」と題する舞台公演を定期的に行っている。これまでに作った「かたり」のネタ数は、127本（2024年2月時点）。

## 人物
- 既婚、1女あり。娘の名前、桃江は桜花賞からつけた[12]。
- 母親は伊方町出身。2023年12月10日に同町で開催された「人権フェスタ2023いかた」での講演内にて、そのことに触れた。
- ミュージシャン時代に多くのオーディションを受け、落選した。
  - オーディション番組『スター誕生!』では、「北国の春」を歌うも出演を逃す。
  - 『ABCヤングリクエスト』の公開オーディションでは、キダ・タローから「もっと勉強しなさい」と言われる。
  - CBSソニーのオーディションで4位に入賞し、賞品として松田聖子のベストアルバムをもらった。
  - ヤマハポピュラーソングコンテスト（ポプコン）の関西・四国大会に出場経験がある[4]。
- 2006年春、TBSの『オールスター感謝祭』に出場。地道に得点を重ね総合優勝を果たした。
- 2006年3月27日放送『関口宏の東京フレンドパークII』のスペシャル版では、『渡る世間は鬼ばかり』チームのメンバーとして出演し、「ビッグチャレンジ」でダーツをスペシャル特別商品「満漢全席」の箇所に命中させた。
- 2006年4月からテレビ東京「ド短期ツメコミ教育!豪腕!コーチング!!」の、タレントが東京大学合格を目指して受験勉強に励むコーナー「芸能人こそ東大へ行け!プロジェクト」に出演したことを機に、その後毎年東京大学に出願している[13][14]。2013年7月9日放送の『解決!ナイナイアンサー』（日本テレビ系）では、収入が売れている頃の10分の1の中、参考書代に月7000円、家庭教師代に月12万円、模試（5回）2万5千円を費やしながら7浪中であることや、仕事を理由にセンター試験を一部科目しか受験しない年もあった（当然失格となる）ことが明らかにされた。やがて南こうせつに諭され、受験を断念する。
- 芸能生活40周年を迎えた後（2024年）、「なんの実力もない男が芸能界で40年も生きてこられたのは、運と縁のおかげ」と自己評価している[注 1]。

競馬
- 競走馬ではテンポイントの大ファンであった。
- 競馬の架空実況を若い頃からの持ちネタとしている。
  - 2000年に金沢競馬の重賞レース・百万石賞で、地元のテレビ局（石川テレビ）にゲストで呼ばれ、レースを実況したことがある。
  - 『笑っていいとも!』の「テレフォンショッキング」に出演するたび、架空実況を披露することが恒例となっていた。

- 競馬漫画『みどりのマキバオー』のファンで、アニメ化決定の際、「観客役でもいいから出たい」と出演を志願し、競走馬役を射止めた。
- 馬好きと「かたり」の追求が高じ、「馬の気持ちを理解したくて」自宅にボニーを飼っていたことがある。

野球
- 中学生の頃まで野球部に所属していた。
- 大の阪神タイガースファンで、特に掛布雅之を崇拝し、掛布の新聞記事を集めたスクラップ帳を作成（タイトルは「ヒーローは君だ」）。掛布引退後にそのスクラップ帳を本人に見せたところ、後日掛布から、現役時代の泥がついたままのユニフォームを贈られた。
- 1991年3月28日に、オープン戦・近鉄バファローズ対阪神（藤井寺球場）で始球式を務めたが、打席に立っていた阪神の1番打者・高橋慶彦に死球を与えてしまった。翌年限りで高橋が引退したため、彼の古巣・広島東洋カープのファンから「引退に追い込んだのは山田雅人」と恨まれた。高橋本人は笑って許している。

交友
- 上岡龍太郎は山田について、「あんなあ、ほなやつ、はおらん」と芸人として絶賛していた。
- 朝日放送テレビの元アナウンサーでフリーアナウンサーの三代澤康司とは同学年かつ、番組で共演するほか、プライベートでも大の親友同士であり、ラジオ番組『ドッキリ!ハッキリ!三代澤康司です』で三代澤とともに「こうせつ市場」という漫才コンビを結成。2019年7月から定期的に有料のライブイベント「三代澤・山田の排水の陣 〜タイタンへの道〜」を開催し、漫才を披露している。2019年11月には楽曲「青春が止まらない」を制作、山田は作曲を担当し、のちに開催された番組イベントで披露された。番組上では2019年11月19日の放送で初披露となった（ソフトとしては未発売）。

## エピソード

### 恩人・高田文夫
27歳で大阪のとあるトークショーに出演すると、共演した高田文夫から「おまえ面白いじゃねえか、東京に来たら遊びに来いよ」と言われ、以降目をかけてもらうようになった。1994年に松竹芸能から東京進出を進められた際、大阪で居住しながら東京で仕事がある時だけ上京するつもりだった。この話を高田にしたところ「東京に住め、飯が食えなかったら食わしてやる」と背中を押され、家族と共に東京に引っ越すことを決めた。
上京後、高田は東京の芸能界での身元引受人のような存在となり、「江戸の笑いは上方の笑いとは違うから。俺が教えてやる」と江戸前の芸を叩き込んでくれた。また、高田が立川談志やビートたけしにも引き合わせてくれるなど色々と世話をしてくれたため、山田は「高田先生は芸能界での恩人。先生には一生頭が上がらない」と感謝の言葉を述べている。

### 俳優業
俳優業をやり始めてまだ間もない30代前半の頃、松竹株式会社のプロデューサーからの電話で、「神楽坂の旅館に宿泊中の山田洋次監督が来てほしいとおっしゃっている」と連絡を受けた。「名監督が僕に何の用だろう？」と会いに行くと、山田監督は脚本を執筆中で『男はつらいよ』シリーズの新作（1994年当時）『男はつらいよ 拝啓車寅次郎様』への出演依頼だった。吉岡秀隆演じる諏訪満男の大学の先輩役で撮影に臨むと、山田監督の演技指導でダメ出しされすぎて悩んだ。しかし主役の渥美清から、「演技に悩むあんちゃん（山田）の芝居は、必ずスクリーンで光るよ」との一言で気分が晴れて撮影を乗り越えることができた。
1997年頃、TBSの名プロデューサーの石井ふく子から声をかけられ、ドラマ『渡る世間は鬼ばかり』（第4-第8シリーズ）に「おかくら」の2代目板前役に抜擢され、以後2007年まで出演した。また「橋田壽賀子は生前、山田の『かたり』のファンでもあった。

### 話芸の「かたり」
俳優業の合間に、芸人として高座では15分ほどの持ち時間を使って漫談や架空競馬実況中継ネタを披露しており、他の芸を模索しながらも15分以上の長いネタをやることに恐れを感じて躊躇していた。ある日高田文夫プロデュースの寄席で漫談を披露した後、出演者だった立川志の輔が新作落語「親の顔」（本編前に話す“まくら”を含めた1時間ほどの長いネタ）を見て大きな刺激を受けた。その日の帰り際、高田から「俺は競馬が分からないから、野球とかでネタを作ってみたら？」と宿題を出された。山田が野球好きなことと、高田が西鉄ライオンズの人気投手・稲尾和久が好きだったため、ネタの題材に西鉄が過去に3連敗の後に4連勝して日本一になった話を選んだ。
2008年の秋2～3か月費して、「かたり」デビュー作『稲尾和久物語』の脚本を作った。2009年3月、下北沢の劇場で「かたり」の独演会を披露すると大ウケし、高田から「お前はこの芸で食っていける。俺が太鼓判を押す！」と激励された。以後、様々な芸能人・スポーツ選手・経済人などにまつわる話を、約1時間の持ち時間を使って舞台などで披露している。
「かたり」のネタ作りは、過去に交流のあった人の場合は直接見聞きした記憶を頼りに制作している。それ以外の人物は、存命者なら本人、物故者なら身近な人に合うなどして話を聞いてメモし、上演の許可をもらった上で制作に取り掛かる。原稿執筆では、1席あたり400字詰め原稿用紙で30～40枚の分量を書き、喋りたい内容を箇条書きにしてからそこに肉付けしていき、これらの創作作業に数か月を要するという。また、「かたり」の話し方では、過去に山田洋次監督から教わった芝居の間やドラマで共演した藤岡琢也の喋りの間などを参考にしている。
『笑点』には2024年6月2日の演芸コーナーに「長嶋茂雄物語」で出演。その1年後の2025年6月3日に長嶋が死去、直後の2025年6月8日の放送で追悼として再編集版が放送された。

## 現在の出演

### ラジオ
- ナイスゲーム～言葉で伝えるスポーツ名勝負（主に祝日に放送、NHKラジオ第1）
- ドッキリ!ハッキリ!三代澤康司です（朝日放送ラジオ、2017年10月3日 - ） - 火曜パートナー
- 山田雅人のナイタースペシャル プロ野球タイムトンネル（2011年5月から不定期、ニッポン放送発NRNネット） - 雨傘番組

## 過去の出演

### テレビバラエティ
- 鶴瓶と花の女子大生（関西テレビ）
- おはよう朝日です（ABCテレビ） - 番組内のコーナー「オーイ! 山田くん」レギュラー。下駄にバンカラ姿でコーナー名が書かれたのぼりを手に、インタビューを行っていた。
- ざまぁKANKAN!（1988年 - 1990年、よみうりテレビ）
- おはよう朝日土曜日です（ABCテレビ）
- 昭和62年度前期 NHK新人演芸コンクール（1987年、NHK総合）
- 森脇・山田の抱腹Z（ABCテレビ）
- 山田雅人の失恋レストラン（関西テレビ）
- 上岡龍太郎のもうダマされないぞ!→上岡龍太郎にはダマされないぞ!（フジテレビ）
- 100戦クイズチャンプ（1992年、関西テレビ）
- めざせ!!第12回メガロポリス歌謡祭（1993年、テレビ東京）司会
- KISS×KISS（1993年 - 1994年、テレビ朝日）
- DAISUKI! （日本テレビ） - 不定期出演
- なにぬねノムさん（1999年、関西テレビ）
- DREAM競馬（同上）
- ハイビジョン競馬（- 2000年、フジテレビハイビジョン実用化試験放送、関西テレビ制作分）司会
- DREAM競馬 → 競馬BEAT（東海テレビ制作分） - 中京競馬場主催競走の司会
- ごきげんよう（フジテレビ）1992年10月19日 - 23日の総集編SPで初登場、度々出演。
- 速水けんたろうのfan fan fan（キッズステーション）2000年 - 2001年。ケンタマンというコーナーで、ヤマダーマンというヒーローの役もやっていた。
- NHK趣味悠々「レッツ!ファミリーボウリング」（1999年12月6日 - 2000年1月31日、NHK教育）
- お笑い実力刃（2021年6月2日、テレビ朝日）

### テレビドラマ
- 木曜ゴールデンドラマ「神さまが命をもどしてくれた」（1989年6月29日、読売テレビ）
- 裏刑事-URADEKA-（1992年、朝日放送） - 大津誠 役
- ボクたちのドラマシリーズ 幕末高校生（1994年、フジテレビ） - 征太郎 役
- 花王 愛の劇場 ぽっかぽか1～3（1994年 - 1997年、TBS） - 中村篤志 役
- 古畑任三郎（1996年、フジテレビ） - クイズ番組司会者 役
- 渡る世間は鬼ばかり 第4-8シリーズ（1997-2007年、TBS） - 宮部勉→大川勉 役
- 番茶も出花（1997-1998年、TBS） - 京平 役
- 火曜サスペンス劇場（日本テレビ）
  - 京都金沢舌切り雀殺人事件（2002年8月20日） - 永倉弘史 役
  - 生死不明（2003年1月28日）
- 浅見光彦シリーズ24 漂泊の楽人（2007年10月15日、TBS） - 二宮刑事 役

### テレビアニメ
- みどりのマキバオー（1996年、フジテレビ） - モーリアロー 役

### テレビCM
- ハウス食品 好きやねん・うどん（1990年）
- 日本サンガリアベバレッジカンパニー サンガリアコーヒー（1993年）
- サントリー 角瓶（1996年） - 井川比佐志と共演。

### ラジオ
- 語りの劇場 グッとライフ（2013年4月 - 2017年3月 隔週月曜、NHKラジオ第1）
- 貞夫・雅人のスポーツタイム（1992年、ABCラジオ）
- 山田雅人の今夜だけは…（ABCラジオ）
- 雅人のスポーツスクランブル（KBS京都）[3]
- 山田雅人の脳天直撃ライブ（MBSラジオ）
- かっとびフライデー（KBS滋賀）
- 森脇・山田のサンデーBOX（ラジオ大阪）
- 山田雅人のウィークエンドショータイム（1997年10月 - 1998年3月、TBSラジオ）
- 腹よじれAGOHAZUSHI連盟（1989年10月 - 1990年3月、ニッポン放送） - 番組内のコーナー「大笑い腹よじれクラブ」月曜レギュラー。
- 森脇・山田のパニックしようぜ! 東京ハラギャーテーズ（1990年10月 - 1991年3月、ニッポン放送）
- ショウアップナイターレジェンド（2010年10月 - 2011年3月、ニッポン放送）
- るんるんサタデー（福井放送）[3]

### 映画
- 新サラリーマン専科（1997年、松竹）
- 男はつらいよ 拝啓車寅次郎様（1994年12月23日公開。シリーズ47作）
- 難波金融伝ミナミの帝王劇場版9 保険金横領（1996年） - 江森和久 役
- 難波金融伝ミナミの帝王 29 闇の代理人（2005年） - 銀行員古沢 役
- 晴れたらポップなボクの生活（2006年） - ゲンセン 役
- 酒井家のしあわせ（2006年） - 照美の兄 役
- しあわせのかおり（2008年） - 石田一 役
- ひとまずすすめ（2017年6月6日公開） - 花村一雄 役
- あいが、そいで、こい（2019年6月22日公開） - 萩尾大吾 役
- 高野豆腐店の春（2023年8月18日公開） - 横山健介 役[18]

### インターネットテレビ
- 山田雅人のひかりバラエティ（casTY）

## 著書
- 山田雅人の名馬・名勝負物語（光栄 1996年）
- 我が流星の貴公子テンポイント（ゼスト 1997年）
- セオリー（アスペクト 1997）
- 証言集 テンポイントの思い出（アスペクト 1998年）
- 長嶋茂雄物語 かたり取材記 ミスタージャイアンツを訪ねて（晋遊舎 2015年）

## 楽曲
シングル
- 泣いてもええねん（日本クラウン CRDP-20 1991年9月6日）
- 君との交差点（日本クラウン CRDP-33 1992年4月23日）
- 淋しがりや（日本クラウン CRDP-73 1993年7月21日）

アルバム
- あかん時ほど…（日本クラウン CRCP-20024 1991年9月6日） - 伊勢正三プロデュース